# Karl Dröse
Karl Dröse (Francoforte sul Meno, 27 dicembre 1913 – Francoforte sul Meno, 16 settembre 1996) è stato un hockeista su prato tedesco.

## Biografia
Rappresentò la Germania ai Giochi olimpici di Berlino 1936, vincendo la medaglia d'argento.
E' zio di Horst Dröse, hockeista su prato di caratura internazionale.

## Palmarès
- Giochi olimpici

Berlino 1936: argento